# Miss Teen International
Miss Teen International est un concours de beauté féminin concernant les adolescentes.
La lauréate actuelle est Éffora Consoli, originaire du Brésil, qui a été couronnée à Guayaquil en Équateur le 14 novembre 2023. Elle est la septième Miss Teen International à remporter le titre pour le Brésil.

## Historique
Le concours a été créé par Al Burton en 1966 à Hollywood, Californie, États-Unis.

## Les gagnantes
| Année | Vainqueuse                   | Pays/Territoire |
| ----- | ---------------------------- | --------------- |
| 2024  | Christine Carbo              | Équateur        |
| 2023  | Éffora Consoli               | Brésil          |
| 2022  | Yulienke Jacobs              | Afrique du Sud  |
| 2021  | Aurora Jimenez Villalobos    | Mexique         |
| 2020  | Maria Alejandra Royo         | Panama          |
| 2019  | Luciana Begazo               | Pérou           |
| 2018  | Julia Hemza                  | Brésil          |
| 2017  | Tanailyn Medina              | Porto Rico      |
| 2016  | Camila Montenegro            | Équateur        |
| 2015  | Paola Serrano                | Porto Rico      |
| 2014  | Fabiola Ortiz                | Bolivie         |
| 2014  | Ailin Adorno                 | Paraguay        |
| 2013  | Isabella Novaes              | Brésil          |
| 2012  | Valerie Hernandez            | Porto Rico      |
| 2011  | Adriana Paniagua             | Nicaragua       |
| 2010  | Lynette Do Nascimento        | Aruba           |
| 2009  | Nazareth Cascante            | Costa Rica      |
| 2008  | Isabele Sanchez              | Brésil          |
| 2007  | Jenny Quiroga Bravo          | Mexique         |
| 2006  | Mayra Matos                  | Porto Rico      |
| 2004  | Lauryn Eagle                 | Australie       |
| 2003  | María Teresa Rodríguez       | Costa Rica      |
| 2002  | Fabriella Quesada Sequeira   | Costa Rica      |
| 2001  | Yara Lasanta                 | Porto Rico      |
| 2000  | Ayanette Mary Ann Statia     | Curaçao         |
| 1999  | Carolina Raven Perez         | Aruba           |
| 1998  | Vanessa Martins Fernandes    | Brésil          |
| 1997  | Katherine González Rivera    | Porto Rico      |
| 1996  | Karina Renata Cavazzana      | Brésil          |
| 1995  | Kristen Elizabeth Hungerford | Suède           |
| 1994  | Ana Carina Góis Homa         | Brésil          |
| 1993  | Sofia Andersson              | Suède           |
| 1969  | Mary Louise Lewis            | Angleterre      |
| 1968  | Jeanette McLeod              | Australie       |
| 1967  | Alice Alfheim                | Norvège         |
| 1966  | Ewa Aulin                    | Suède           |

## Lauréates

### Galerie

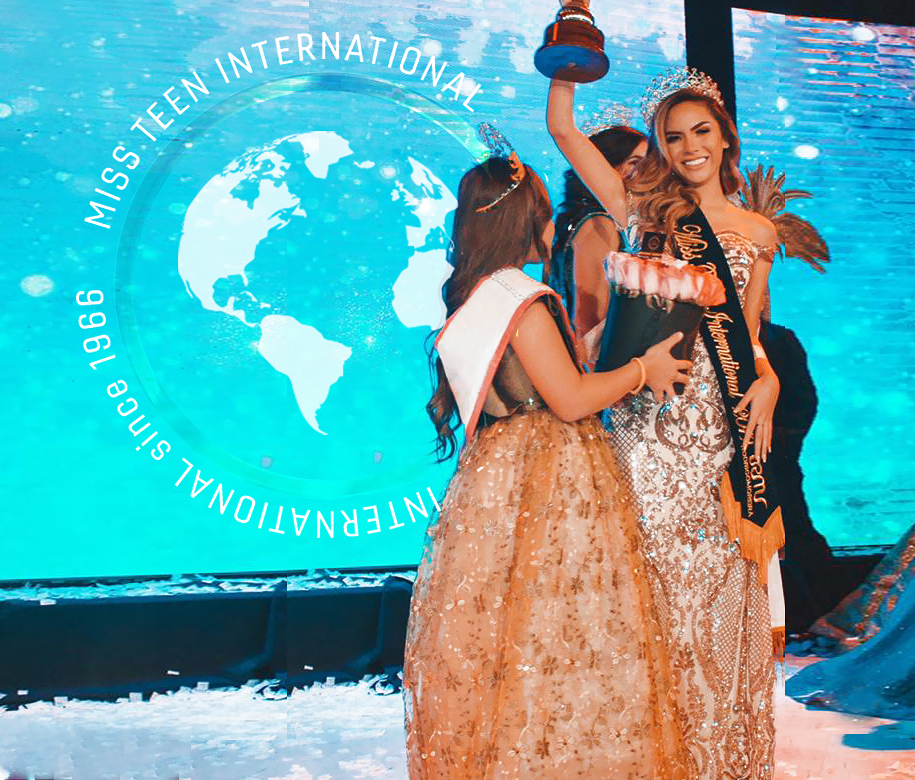
2019: Luciana Begazo.
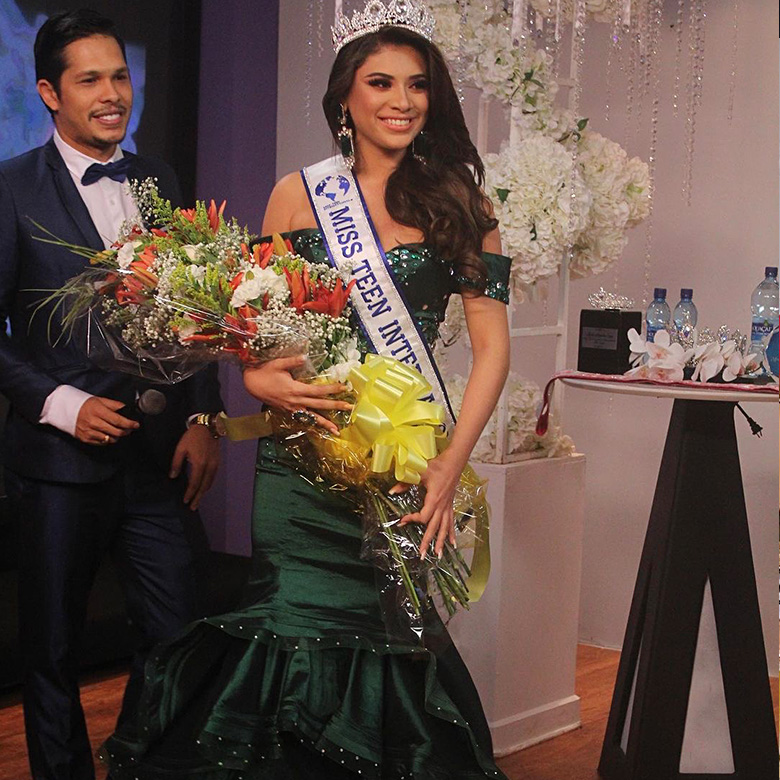
2020: Alejandra Royo.
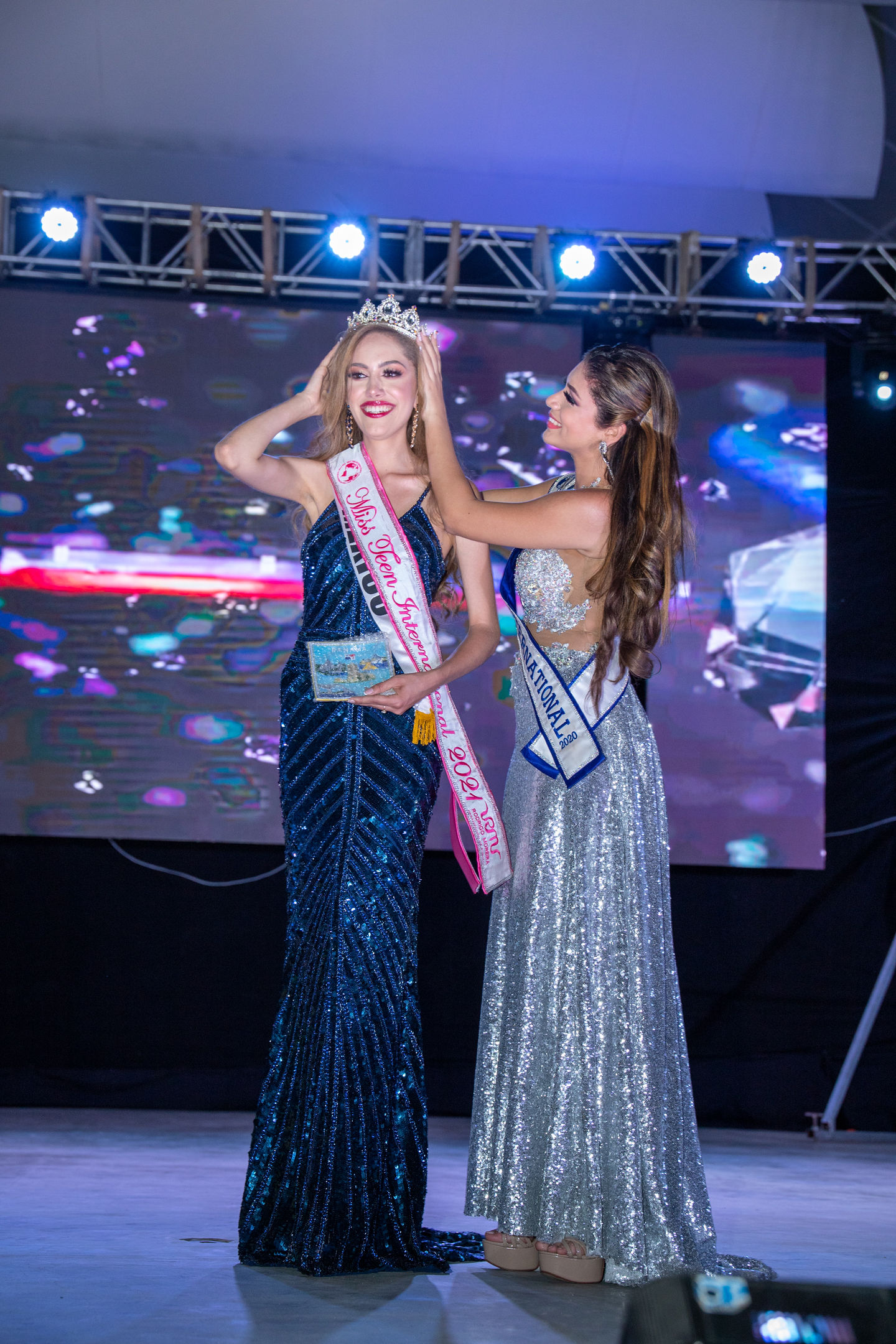
2021: Aurora Villalobos.
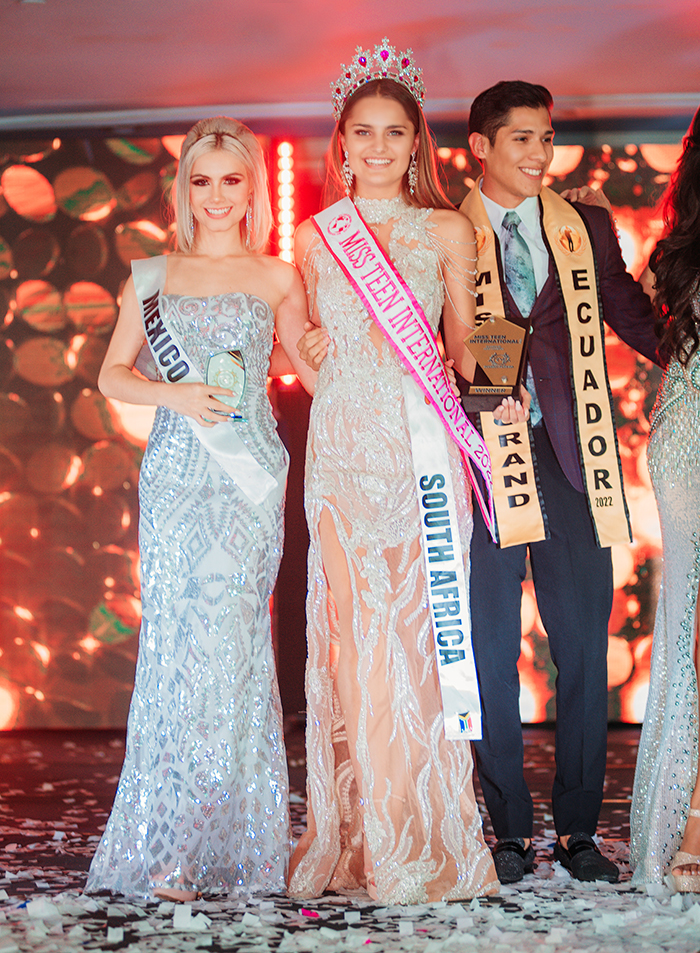
2022: Yulienke Jacobs.
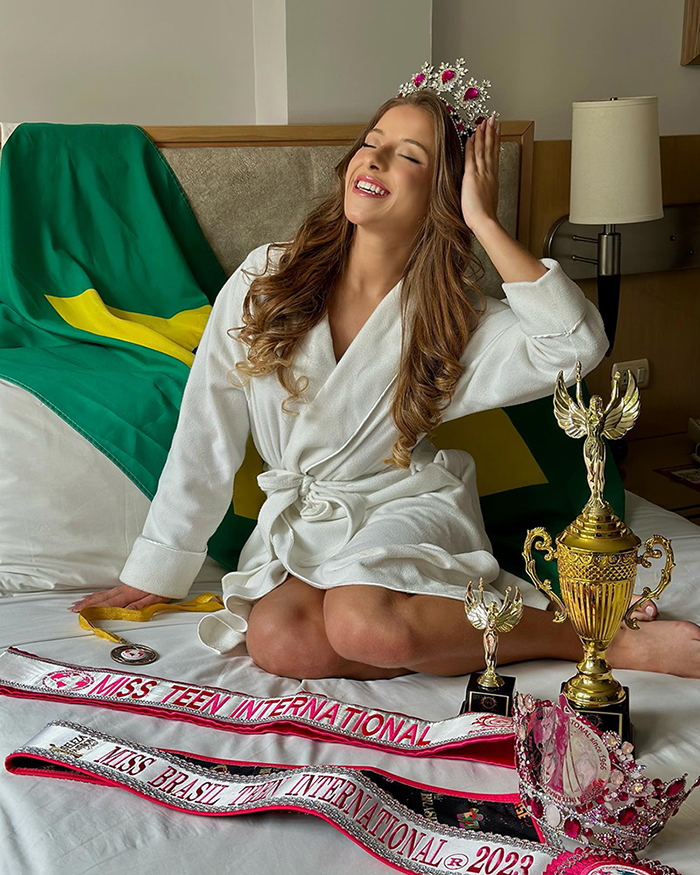
2023: Éffora Consoli.

## Nombres de victoire par pays
| Pays           | Titre | Victoire                                 |
| Brésil         | 7     | 1994, 1996, 1998, 2008, 2013, 2018, 2023 |
| Porto Rico     | 6     | 1997, 2001, 2006, 2012, 2015, 2017       |
| Costa Rica     | 3     | 2002, 2003, 2009                         |
| Suède          | 3     | 1966, 1993, 1995                         |
| Australie      | 2     | 1968, 2004                               |
| Aruba          | 2     | 1999, 2010                               |
| Mexique        | 2     | 2007, 2021                               |
| Afrique du Sud | 1     | 2022                                     |
| Panama         | 1     | 2020                                     |
| Pérou          | 1     | 2019                                     |
| Équateur       | 1     | 2016                                     |
| Bolivie        | 1     | 2014                                     |
| Paraguay       | 1     | 2014                                     |
| Nicaragua      | 1     | 2011                                     |
| Curaçao        | 1     | 2000                                     |
| Angleterre     | 1     | 1969                                     |
| Norvège        | 1     | 1967                                     |